# ¡Somos lo mejor!
¡Somos lo mejor! (en sueco Vi är bäst) es una película dramática sueca de 2013, dirigida por Lukas Moodysson y adaptada de la novela gráfica "Aldrig godnatt" (Nunca buenas noches) por la esposa del director Coco Moodyssone. Es una película sobre tres niñas adolescentes y su gusto por la música punk. Fue proyectada en la sección de Presentación Especial en el "Toronto International Film Festival" 2013.

## Argumento
En 1982, Bobo y Klara deciden formar una banda de punk y participar en el espectáculo de talentos de su escuela, sin contar con instrumentos o conocimiento musical. Escriben una canción de odio a los deportes, "Hate sport".
Le piden ayuda a Hedvig, compañera de la escuela, quien sabe tocar la guitarra acústica y es cristiana, la introducen al mundo del punk, le cortan el cabello. Hedvig las sorprende tocando la canción de "Sex Noll Två".
Con el tiempo consiguen una presentación.

## Reparto
| Actor           | Personaje      | Notas         |
| --------------- | -------------- | ------------- |
| Mira Barkhammar | Bobo           | Debut en cine |
| Mira Grosin     | Klara          | Debut en cine |
| Liv LeMoyne     | Hedvig         | Debut en cine |
| Johan Liljemark | Kenneth        | Debut en cine |
| David Dencik    | padre de Klara |               |

## Banda sonora
| Intérprete       | Canción                              | Notas                          |
| ---------------- | ------------------------------------ | ------------------------------ |
| KSMB             | Sex Noll Två                         |                                |
| The Human League | Don't you want me                    |                                |
| Ebba Grön        | Häng Gud                             |                                |
| Liv LeMoyne      | Sonate d-moll prelude xodo de baiana |                                |
| Liv LeMoyne      | Sex Noll Två                         | La toca con guitarra acústica. |
| Ebba Grön        | Vad skall du bli                     |                                |

## Premios
- Tokyo Sakura Grand Prix del Tokyo International Film Festival de 2013.